# Rappia fimbriata
Espèce
"Rappia" fimbriata est une espèce d'amphibiens de la famille des Hyperoliidae dont la position taxonomique est incertaine (Incertae sedis).

## Publication originale
- Tornier, 1896 : Reptilien, Amphibien.  In: Möbius, K. (Ed.), Deutsch Ost-Afrika, vol. 3, Die Thierwelt Ost-Afrikas (Part 4). Dietrich Reimer, Berlin, p. 1-164.